# Ернст Фолькгайм
Ернст Фолькгайм (нім. Ernst Volckheim; 11 квітня 1898, Борнгайм — 1 вересня 1962) — німецький офіцер, оберст вермахту. Один з творців німецьких танкових військ: його концепції використання танків, розроблені на початку 1920-х років, лягли в основу пізніших теорій Освальда Люца, Гайнца Гудеріана і Вальтера Нерінга.

## Біографія

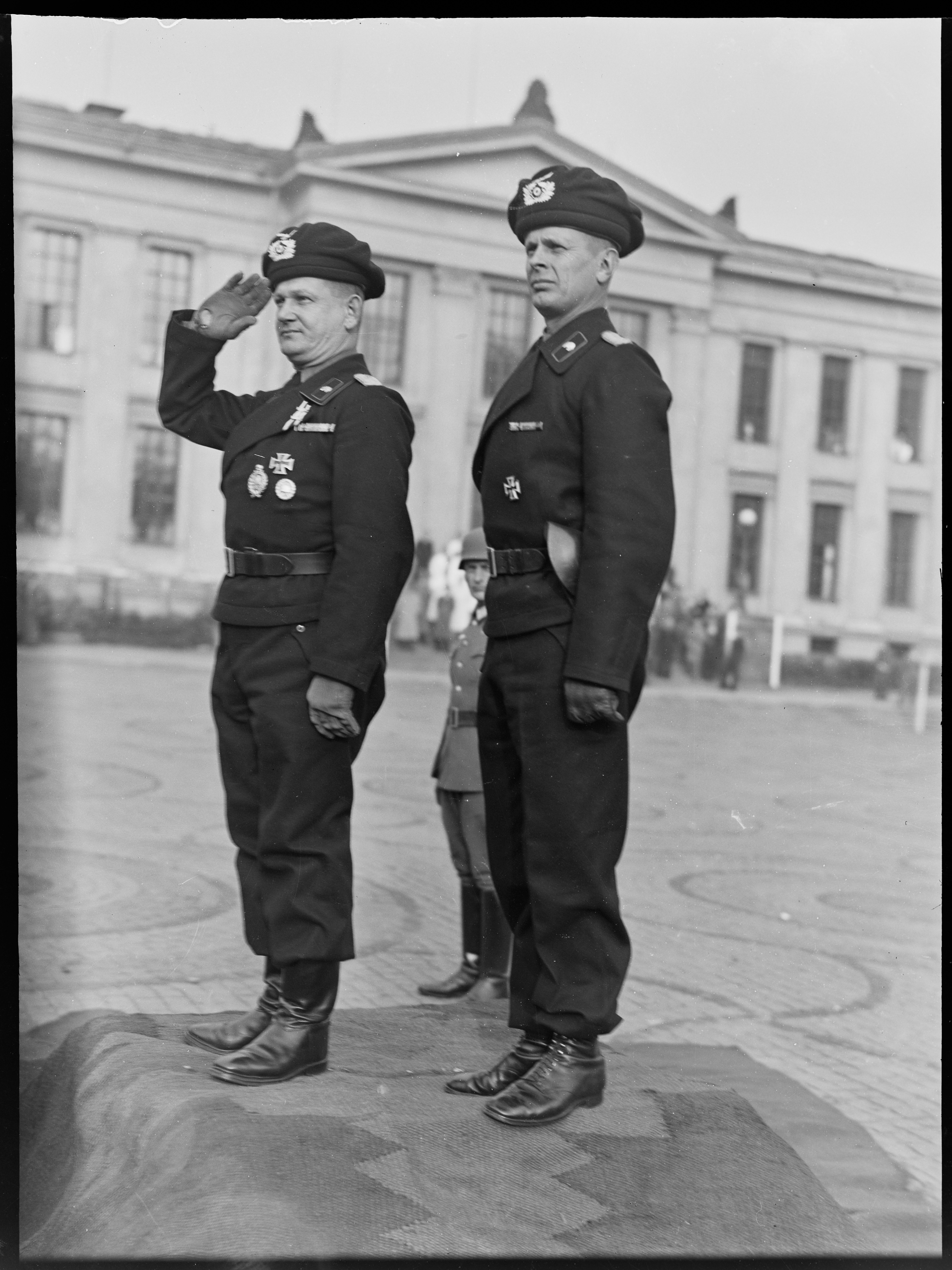
Оберстлейтенант Фолькгайм (ліворуч) віддає честь бійцям свого танкового дивізіону на параді (Осло, 1 жовтня 1940).

Під час Першої світової війни у 1915 році вступив добровольцем в Прусську армію. В 1917 році був командиром кулеметної роти на Західному фронті. У складі дивізії важких бойових машин брав участь у битві при Віллер-Бретоні у квітні 1918 року. Незадовго до закінчення війни він був тяжко поранений у боях на своєму штурмовому бронеавтомобілі A7V.
Після демобілізації армії залишений в рейхсвері, служив у автомобільному підрозділі. 21 лютого 1919 року переведений в інспекцію транспортних військ «Бреслау-Південь». Після цього почалися його теоретичні роботи з використання бронемашин як елемента бойового управління. В 1925 році переведений в піхотне училище в Дрездені для викладання танкового бою та бою з моторизованими військами.
В 1923/27 роках опублікував безліч статей і книг на тему танкового бою в журналі Military-Wochenblatt. При цьому він привернув увагу редактора журналу генерал-лейтенанта у відставці Константіна фон Альтрока і той зробив Фолькгайма головним автором щомісячного журналу Der Kampfwagen. Вже тоді Фолькгайм закликав оснастити танки радіообладнанням, покращити рухливість та бронювання і використовувати танки в закритих формуваннях.
В 1932/33 роках — інструктор з тактики для німецьких і російських студентів у секретній німецько-радянській танковій школі «Кама», яка була секретним проектом рейхсверу та Червоної армії і служила для розробки бронеавтомобілів на Казанському тракторному заводі в обхід Версальського договору. Наприкінці 1930-х років Фолькгайм працював над упорядкуванням статуту бронетанкових військ.
Під час Другої світової війни спочатку обіймав посаду командира 40-го танкового дивізіону особливого призначення у Норвегії. В 1941 році очолив танкове училище у Вюнсдорфі. Одночасно Фолькгайм був обраний Верховним Генеральним штабом для розробки таємних операцій і тактик. Серед іншого він шукав порт, який підходив для висадки танків в Албанії.

## Нагороди
- Залізний хрест 2-го і 1-го класу
- Нагрудний знак «За поранення» в сріблі
- Пам'ятний знак танкіста
- Почесний хрест ветерана війни з мечами
- Медаль «За вислугу років у Вермахті» 4-го, 3-го і 2-го класу (18 років)
- Застібка до Залізного хреста 2-го і 1-го класу
- Нагрудний знак «За танкову атаку» в сріблі

### Книги
- Die deutschen Kampfwagen im Weltkriege. Berlin 1923; später neu veröffentlicht: Deutsche Kampfwagen greifen an! Erlebnisse eines Kampfwagenführers an der Westfront 1918. Berlin 1937.
- Der Kampfwagen in der heutigen Kriegführung. Berlin 1924.
- Der Kampfwagen und Abwehr dagegen. Berlin 1925.
- Unsere neue Panzertruppe. Bernard & Graefe, Berlin 1938.

### Статті
- Über Kampfwagen im Bewegungskrieg. In: Militär Wochenblatt. Ausgabe 3, Berlin 1924.
- Kampfwagenverwendung im Bewegungskrieg. In: Militär Wochenblatt. Ausgabe 10, Berlin 1924.
- Raupen oder Räderantrieb bei Kampfwagen. In: Militär Wochenblatt. Ausgabe 5, Berlin 1924.
- Verwendung französischer Kampfwagen im Gefecht. In: Konstantin von Altrock: Der Kampfwagen. 1925.
- Die deutsche Panzerwaffe. In: Georg Wetzell (Hrsg.): Die Deutsche Wehrmacht. Berlin 1939, S. 293–338.